# Дятел бурощокий

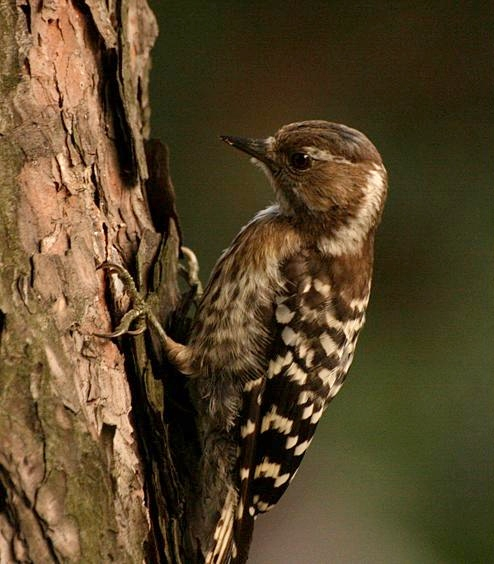
Бурощокий дятел (Чханвон, Південна Корея)

Дя́тел бурощокий (Yungipicus kizuki) — вид дятлоподібних птахів родини дятлових (Picidae). Мешкає в Східній Азії. Виділяють низку підвидів.

## Опис
Довжина птаха становить 13—15 см, вага 19 г. Верхня частина тіла темно-коричнева, поцяткована білими смужками. Махові і покривні пера крил темно-бурі, поцятковані білими смужками. Горло біле, груди коричневі, живіт світлий, нижня частина тіла поцяткована коричневими плямками. Тім'я сіро-коричневе, над очима білі «брови», які продовжуються до шиї. Скроні коричневі, під дзьобом білі «брови». Хвіст чорнуватий, поцяткований білими смужками. Очі каштанові, дзьоб чорнуватий, лапи сірі. У самців на тімені є невелика червона пляма. Дзьоб, крила і хвіст у самиці довші, ніж у самця. Представники південних підвидів мають менші розміри і тьмяніше забарвлення, ніж представники північних підвидів.

## Підвиди
Виділяють десять підвидів:
- Y. k. permutatus (Meise, 1934) — північно-східний Китай, Далекий Схід Росії, Північна Корея;
- Y. k. seebohmi Hargitt, 1884 — Сахалін, південні Курильські острови, Хоккайдо;
- Y. k. nippon Kuroda, Nagamichi, 1922 — східний Китай, Південна Корея, Хонсю;
- Y. k. shikokuensis Kuroda, Nagamichi, 1922 — південний захід Хонсю і Сікоку;
- Y. k. kizuki (Temminck, 1836) — Кюсю;
- Y. k. matsudairai Kuroda, Nagamichi, 1921 — острови Якусіма та Ідзу;
- Y. k. kotataki Kuroda, Nagamichi, 1922 — острови Цусіма та Окі;
- Y. k. amamii Kuroda, Nagamichi, 1922 — острів Амамі Осіма;
- Y. k. nigrescens Seebohm, 1887 — острів Окінава;
- Y. k. orii Kuroda, Nagamichi, 1923 — острів Іріомоте.

## Поширення і екологія
Бурощокі дятли поширені в Китаї, Японії, Росії, Північній та Південній Кореї. Вони живуть в широколистяних і хвойних лісах, парках і садах. Зустрічаються на висоті до 2100 м над рівнем моря.

## Поведінка
Бурощокі дятли живуть парами, іноді приєднуються до змішаних зграй птахів. Живляться безхребетними, яких шукають на деревах, а також ягодами. Гніздування починається у березні на півдні Японії та в кінці травня на півночі. Яйця білі, розміром 19×15 мм. У кладці 5—7 яєць, інкубаційний період триває 12—14 днів. Пташенята покидають гніздо на 3 тиждень.